# Плужин
Плужин — поселок в Климовском районе Брянской области в составе Сачковичского сельского поселения.

## География
Находится в юго-западной части Брянской области на расстоянии приблизительно 5 км на восток по прямой от районного центра поселка Климово.

## История
Известен с первой половины XX века как одноимённый колхоз. На карте 1941 года отмечен как Лужин с 24 дворами.

## Население
Численность населения: 124 человека в 1939 году, 51 в 1979 году, 1 (русские 100 %) в 2002, 1 в 2010.